# Псачский монастырь
Псачский монастырь (макед. Псачки манастир, серб. Манастир Псача) во имя святого Николая Чудотворца — монастырь Кумановско-Осоговской епархии автономной Македонской православной церкви в селе Псача общины Ранковце Северной Македонии.

## История
Монастырская церковь была построена в 1354 году князем Паскачем и его сыном севастократором Сербского царства Влатко Паскачичем. Храм был упомянут в документе, изданном 25 марта 1358 года.
В 1876 году, во время Сербско-турецкой войны, была уничтожена надпись на западной входом упоминавшая короля Вукашина и царя Уроша. Их имена также были стёрты с фресок на северной стене.

## Архитектура
Монастырский храм имеет в плане форму прямоугольного креста. Центральный купол воздвигнут на четырёх столбах. С восточной стороны храма расположена трёхгранная апсида. Над притвором также находится купол. Храм построен из камня и кирпича.

## Фрески
Фрески в монастырской церкви были написаны в 1365—1371-х годах и сохранились до наших дней. В частности представлена ктиторская композиция, на которой изображены:
- княгиня Озра;
- князь Паскач;
- севастократор Влатко;
- Владислава, жена Влатко;
- три сына Влатко: Стефан, Углеш и Урош.

Также сохранились фрески с образами царя Уроша, короля Вукашина, святого Иоакима Осоговского, святого Меркурия, святого Климента Охридского, святого Ахиля, святого Дионисия, равноапостольных Константина и Елены.

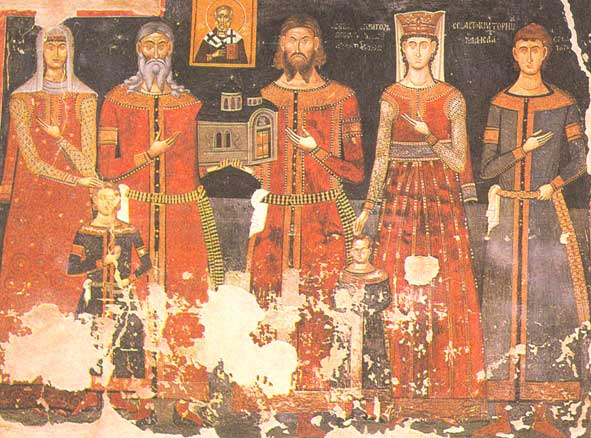
Ктиторская композиция. Князь Паскач и севастократор Влатко с семьёй
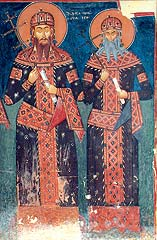
Царь Урош и король Вукашин
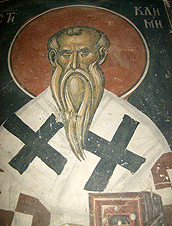
Святой Климент